# Nagybiróc
Nagybiróc (szlovákul Veľké Bierovce) község Szlovákiában, a Trencséni kerületben, a Trencséni járásban.

## Fekvése
Trencséntől 8 km-re délnyugatra fekszik.

## Története
1300-ban említik először, ekkor a gróf Cseszneky család kezén lévő Trencsén várának tartozéka volt. 1300 és 1321 között Csák Máté birtoka volt, majd halála után a királyra szállt. 1439-ben Albert király feleségének adta, ekkor „Byroucs” néven említik. 1493-ban „Byrovcz”, „Byrowcz”, „Byer” néven bukkan fel az írott forrásokban. 1527-től a királyi kamara tulajdona. 1550-ben 12 jobbágycsalád és 4 zsellércsalád lakta. 1594 és 1835 között az Illésházy családé volt, majd ezután Sina György a birtokosa. Az 1623-as urbárium szerint 13 paraszt, 11 zsellér család és a bíró élt a községben.
A 18. század végén Vályi András így ír róla: „Nagy Birócz, Velka Bierovcze. Tót falu Trentsén Vármegyében, földes Ura Gróf Illésházy Uraság, lakosai katolikusok, fekszik Turnához nem meszsze, mellynek filiája, temploma Szent Mártonnak emlékezetére szenteltetett, ’s a’ Trentsényi Uradalomhoz tartozik, jó tulajdonságaihoz képest, első Osztálybéli.”
1828-ban 391 lakosa volt, közülük 262 római katolikus, 98 evangélikus, 11 zsidó vallású.
Fényes Elek 1851-ben kiadott geográfiai szótárában így ír a faluról: „Birócz (Nagy), tót falu, Trencsén vármegyében, a Vágh bal partján. Számlál 278 kath., 94 evang., 9 zsidó lak. Termékeny földje, és erdeje van. Földes u. a dubniczai uradalom.”
A trianoni békéig Trencsén vármegye Trencséni járásához tartozott.

## Népessége
| Év:            | 1994. | 2004.   | 2014.    | 2024.   |
| -------------- | ----- | ------- | -------- | ------- |
| Emberek száma: | 605   | 604     | 678      | 701     |
| Eltérés:       |       | -0,16 % | +12,25 % | +3,39 % |

| Év:            | 2023. | 2024.   |
| -------------- | ----- | ------- |
| Emberek száma: | 697   | 701     |
| Eltérés:       |       | +0,57 % |

1880-ban 353 lakosából 329 szlovák, 9 német, 4 egyéb anyanyelvű és 11 csecsemő. Ebből 252 római katolikus, 91 evangélikus és 10 zsidó vallású volt.
1887-ben 353 lakos élt itt.
1910-ben 368 lakosából 358 szlovák, 5 magyar, 3 egyéb és 2 német anyanyelvű volt.
2001-ben 598 lakosából 595 szlovák volt.
2011-ben 650 lakosából 634 szlovák, 2 cseh, 1-1 magyar és ruszin, illetve 12 ismeretlen nemzetiségű volt.

## Nevezetességei
Szent Márton tiszteletére szentelt római katolikus temploma.